# Ziyad Samedzadé
Ziyad Samedzadé est un homme politique azerbaïdjanais, membre des III, IV, V et VI législatures de l'Assemblée nationale d'Azerbaïdjan.

## Biographie
Ziyad Samadzadé est né le 25 juin 1940 à Bakou. Il est diplômé de la faculté d'économie de l'Université d'État de Bakou.
En 1971, Ziyad Samadzadé a obtenu le diplôme de docteur en sciences économiques.

### Carrière
En 1976-1978, il a été le premier directeur adjoint de l'Institut de recherche scientifique d'économie du Comité de planification d'État de la RSS d'Azerbaïdjan et, en 1978-1982, il a été vice-recteur aux affaires scientifiques de l'Université d'État d'économie d'Azerbaïdjan.
Z. Samadzadé a travaillé comme premier vice-président du Conseil suprême de la République d'Azerbaïdjan.

### Famille
Il a trois enfants.

## Prix
- Ordre du Drapeau rouge du Travail
- Ordre de la Gloire[4]
- Ordre de l'Honneur
- Ordre pour le service à la Patrie
- Prix d'Humay